# Burg Eltville
Die Kurfürstliche Burg ist eine Stadtburg in Eltville am Rhein im hessischen Rheingau-Taunus-Kreis und das Wahrzeichen der Stadt.

## Geschichte

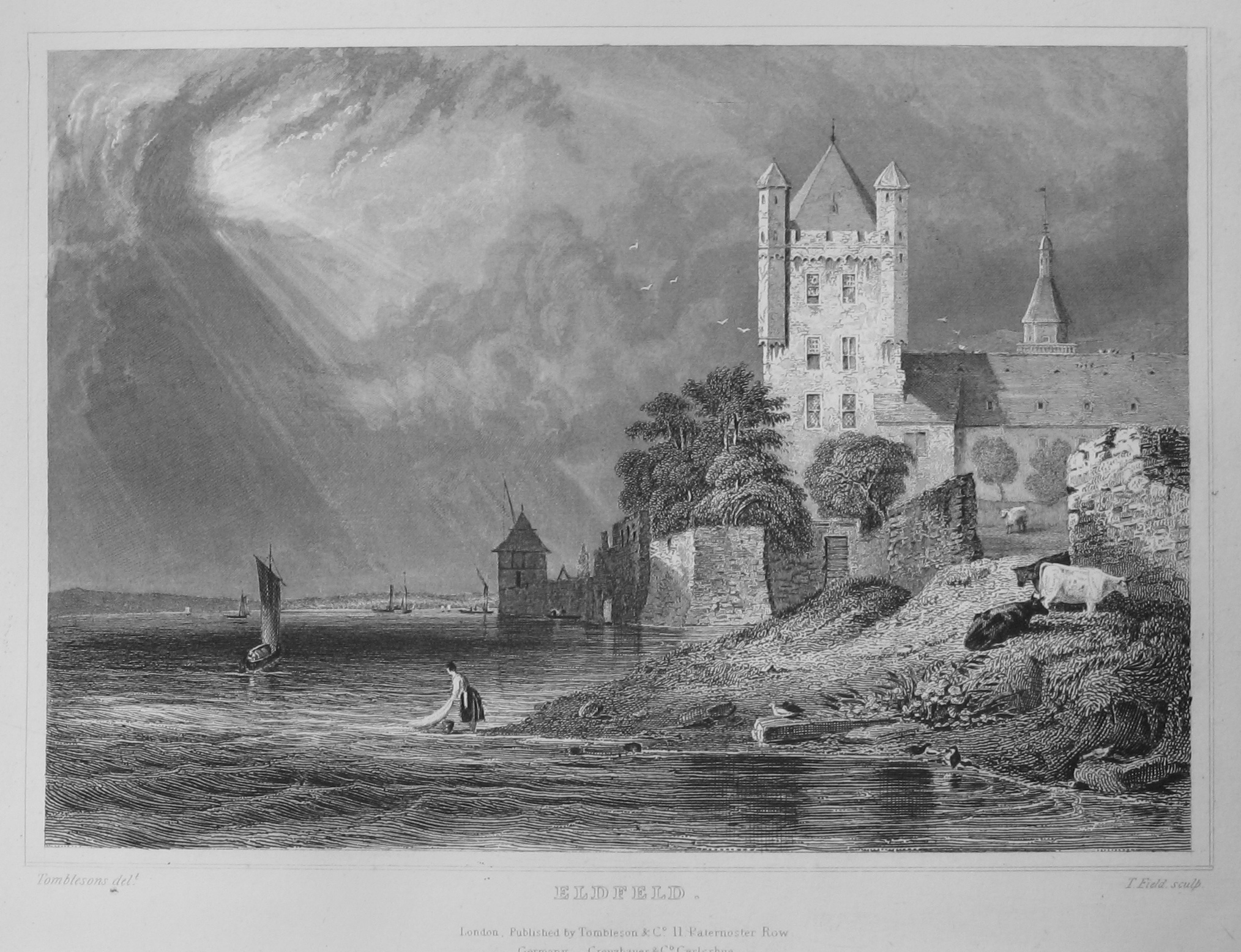
Burg Eltville um 1832 auf einem Stich nach Tombleson

Im Jahre 1301 wurde eine ältere Turmburg an gleicher Stelle im Zollkrieg zerstört. Nach der 1328 erfolgten Wahl des Trierer Erzbischofs Balduin von Luxemburg zum Erzbischof von Mainz durch das Mainzer Domkapitel und der gleichzeitigen Einsetzung Heinrichs von Virneburg durch den Papst, wurde bedingt durch diese Doppelbesetzung des Mainzer Erzstuhls, Eltville zur Bischofsresidenz. So begann 1330 der Burgbau unter Erzbischof Balduin und wurde 1345 fertiggestellt. Bis ins Jahr 1419 folgten weitere Baumaßnahmen, wie etwa Einbauten in den Wohnturm.
Während des Dreißigjährigen Krieges wurde 1635 die Burg durch die Schweden zerstört. Lediglich der Wohnturm blieb erhalten und erfuhr 1682 einen teilweisen Wiederaufbau.
1938 wurden die vorhandenen Burganlagen restauriert. Weitere substanzerhaltende Baumaßnahmen wurden in den 1980er Jahren durchgeführt. Die 2008 begonnenen Baumaßnahmen werden voraussichtlich noch mehrere Jahre andauern.

## Anlage

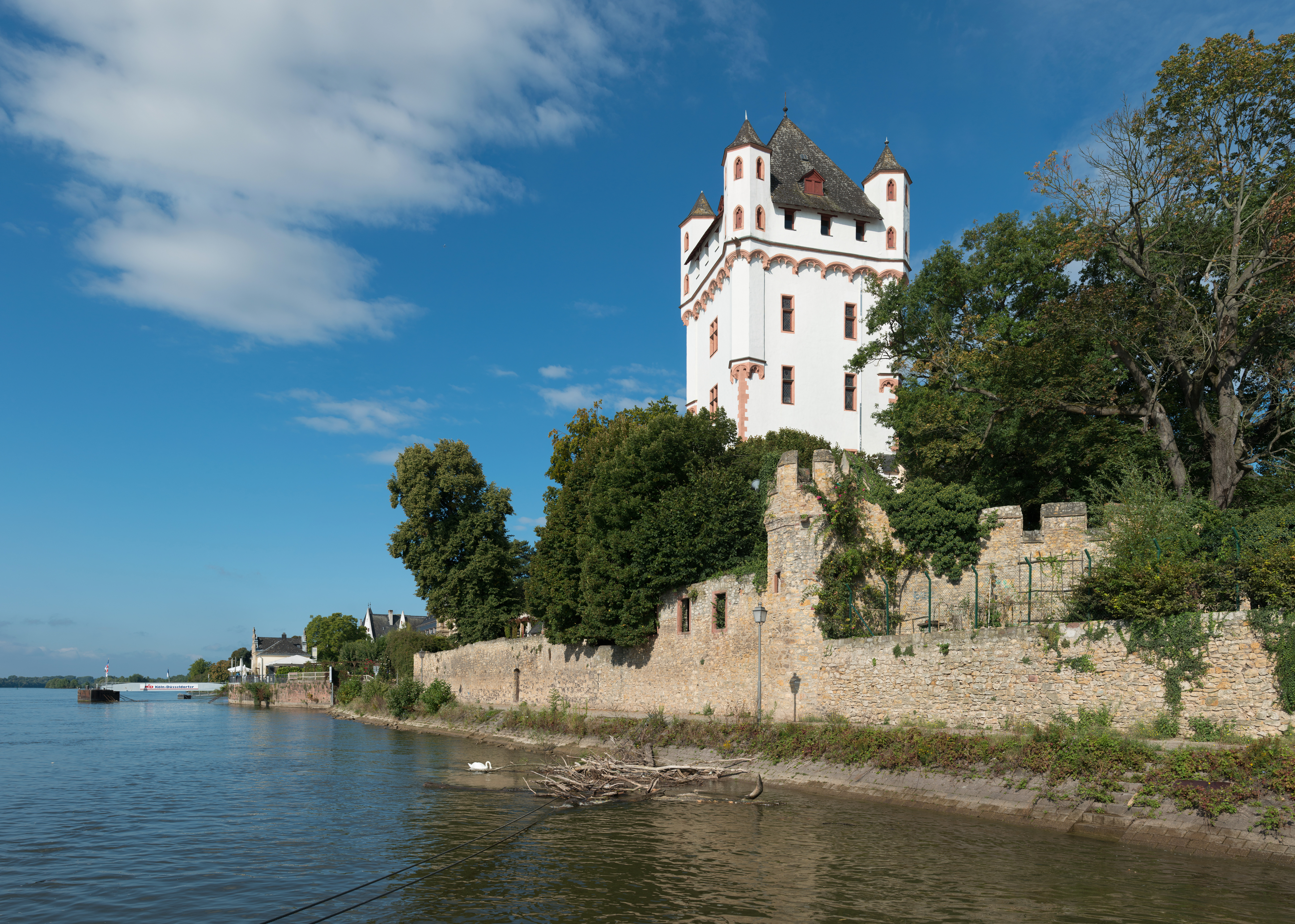
Lage der Burg am Rhein

Die Burg hat ihren Zugang über einen Wehrgang und eine Grabenbrücke, die zum Nordtor der Burg führt. Links des Tors liegt der Ostflügel mit dem Burg- und dem Kurfürstensaal. An seiner Südseite steht der 24 Meter hohe wehrhafte Wohnturm mit angebautem Treppenturm, über den die verschiedenen Ebenen des Turms zugänglich sind. Eine 40-stufige Wendeltreppe führt hinab in das Verlies der Burg. Das Erdgeschoss diente früher als Aufenthaltsraum des ehemaligen Burggesindes. Im ersten Obergeschoss des Turms liegt mit der Grafenkammer der seinerzeit vornehmste Raum der Burg, der mit seinen reich dekorierten Wänden und dem mächtigen Kamin als Arbeits- und Wohnraum genutzt wurde.
Westlich des Burgturms schließt sich der Palas an, ein ehemals dreigeschossiges Wohngebäude, von dem heute nur noch Teile der Außenmauern stehen. An diesen grenzt westlich ein Wehrgang mit dem Südtor, das zum Burggraben führt,  und westlich von diesem der Amtsgarten. Zum Rhein hin liegt als südlichster Teil der Burg der Untere Zwinger, der durch ein erst in jüngerer Zeit in die Westseite seiner Mauer geschlagenes Tor zugänglich ist.
Die Kurfürstliche Burg steht heute unter Denkmalschutz und ist wegen ihrer besonderen Bedeutung 
als „Kulturdenkmal von nationaler Bedeutung“ eingestuft.

## Heutige Nutzung

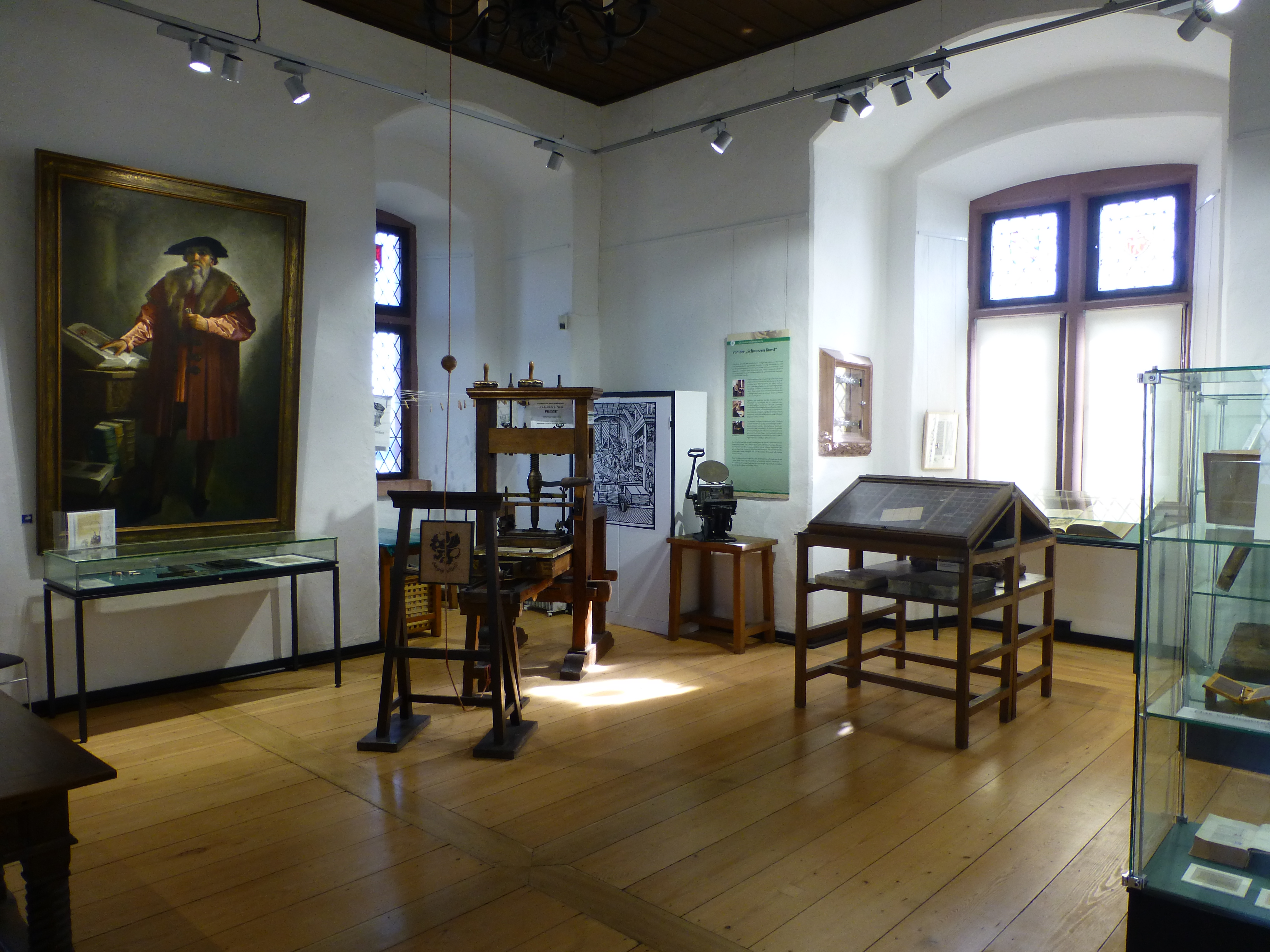
Gutenberg-Gedenkstätte

Die „Kurfürstliche Burg“ beherbergt heute im Erdgeschoss des Burgturms die Tourist Info von Eltville und einen Burgladen. In den Obergeschossen des Turms ist ein Museum untergebracht, zu dem eine Gutenberg-Gedenkstätte mit historischer Sammlung über die Druckkunst gehört. Im dritten Obergeschoss, der Domherrenkammer, präsentiert die „Sammlung alta villa“ Dokumente zur Eltviller Stadtgeschichte und bedeutende Stiche von Eltville. Die über 118 Stufen erreichbare Wehrplatte im vierten Obergeschoss dient heute als Aussichtsplattform mit Ausblicken auf das Rheintal, die Stadt Eltville und die Weinberge an den Ausläufern des Taunus.
Die Kurfürstliche Burg bietet außerdem eine „Galerie im Turm“ für Kunstausstellungen und ist Austragungsort vieler kultureller Veranstaltungen, wie bis 2007 die Burghofspiele Eltville. Des Weiteren befindet sich im Ostflügel der Sitz des örtlichen Standesamtes.